# فرزاد ملابهرامی
فرزاد ملابهرامی (۱۲ شهریور ۱۳۶۴، اصفهان)، بازیکن والیبال اهل ایران است. وی در حال حاضر پاسور تیم والیبال سپاهان اصفهان می‌باشد همچنین سابقه بازی در تیم‌های باریچ اسانس کاشان، پیشگامان یزد، آلومینیوم بندرعباس در لیگ برتر و ذوب آهن اصفهان و فرش محتشم کاشان در لیگ دسته اول ایران را در کارنامه خود دارد و همچنین سابقه حضور در تیم ملی «ب» ایران در زمان سرمربیگری ولاسکو در سال ۹۱ را نیز دارد.

فرزاد در کنار پدرش علیرضا(داور فدراسیون والیبال) و دیگر برادر والیبالیستش فرهادملابهرامی

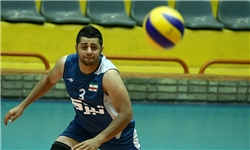
فرزاد در تمرینات تیم ملی ب

## رقابت‌های ویتنام
ملابهرامی در سال ۹۱ توسط خولیو ولاسکو به تیم ملی ب والیبال دعوت شد اما زمانی که به همراه تیم ملی ب والیبال جهت شرکت در سومین دوره رقابت‌های جام کنفدراسیون والیبال آسیا عازم ویتنام شده بود پیش از رسیدن به مقصد پاسپورت و مدارک او در هواپیما ربوده شد  و به همین علت اجازه ورود به ویتنام را نیافت و از همان‌جا به سوی تهران بازگشت.